# 阴道切除术
阴道切除术，指切除部分或全部阴道的手术。阴道切除术通常作为阴道癌的一种治疗手段。阴道切除术也在女变男性别重置手术中应用。
阴道切除术分为广泛式阴道切除术与部分阴道切除术。